# Чика Дача
«Чика Дача» (серб. Чика Дача) — стадион футбольного клуба «Раднички» в сербском городе Крагуевац. Стадион строился восемь лет (с 1949 года) и был открыт 6 июня 1957 года.
На первой игре в истории стадиона, которой стал матч между «Радничками» и белградским «Партизаном», присутствовали около 30 000 зрителей. Матч окончился ничьей — 2:2.
24 августа 1969 года Раднички сыграл с Хайдуком из Сплита. Матч смотрели около 35 000 человек, что стало своего рода рекордом стадиона в Югославской премьер-лиге. В том же году на товарищеском матче Раднички-Сантос присутствовали 40 000 болельщиков, приехавших увидеть первую игру Пеле в Югославии.
В 2007 году стадион был реконструирован.